# Darceta
Darceta es un  género de lepidópteros de la familia Noctuidae. Es originario de América.

## Especies
- Darceta falcata Druce, 1883
- Darceta grandimacula Schaus, 1921
- Darceta haenschi Dohrn, 1906
- Darceta ophideres Draudt, 1919
- Darceta primulina Druce, 1889
- Darceta proserpina Stoll, [1782]
- Darceta severa Stoll, [1782]